# Museo Jacquemart-André
El Museo Jacquemart-André (del francés: Musée Jacquemart-André) es un museo público francés de arte de origen privado ubicado en el número 158 del Bulevar Haussmann en el octavo distrito de París.

## Historia
El museo fue creado por el militar e hijo de banqueros Édouard André (1833-1894) y por su esposa Nélie Jacquemart (1841-1912) con la finalidad de exhibir la colección privada de arte que habían reunido a lo largo de sus vidas. Donaron su mansión, construida entre 1869 y 1875 por el arquitecto Henri Parent, y su colección, al Instituto de Francia, el cual posteriormente lo abrió al público en 1913.
La mansión mantiene su decoración original. El edificio se ofrece para actos sociales y cuenta con una cafetería considerada la más bella de París.

## Colección

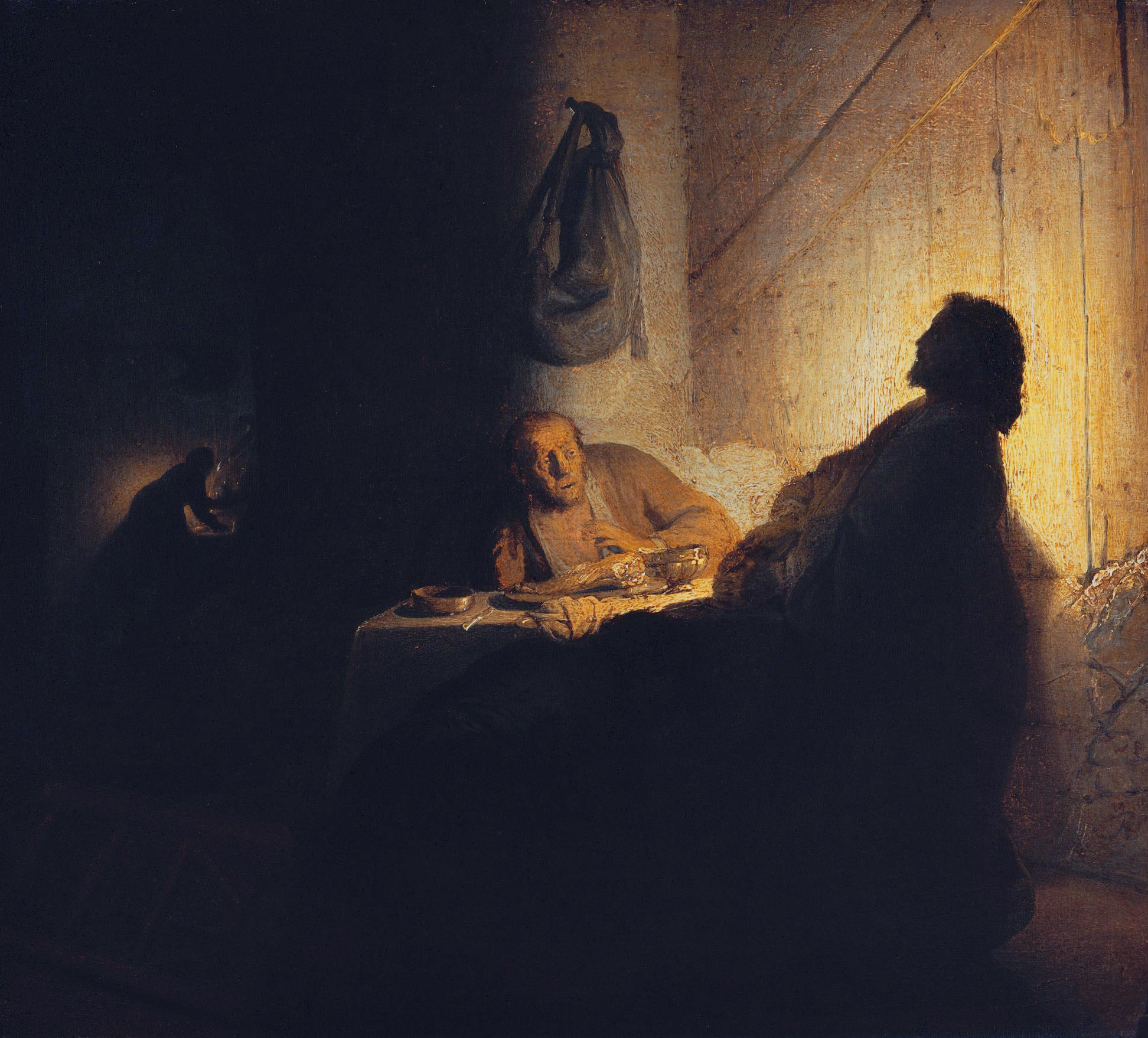
Cristo en Emaús, obra de Rembrandt, h. 1628, Museo Jacquemart André, París.

El museo presenta obras elaboradas mayormente por maestros italianos del Renacimiento y por maestros franceses del XVIII.
El repertorio italiano cuenta con: Paolo Uccello (San Jorge y el dragón), Donatello (dos esculturas de Putti porta candelabros), Sandro Botticelli (La huida a Egipto), Andrea Mantegna (Ecce Homo, La Virgen y el Niño entre dos santos), Francesco Botticini, Luca Signorelli, Giovanni Bellini, Vittore Carpaccio (La visita de Hipólita a Teseo), Cima da Conegliano, Carlo Crivelli, Francesco Laurana (un busto esculpido de Isabella de Aragón), Pietro Perugino, Gian Lorenzo Bernini (un busto en bronce del papa Gregorio XV), Canaletto y Giovanni Battista Tiepolo (el fresco de siete metros La visita de Enrique III a la villa Contarini).
Las escuelas holandesa, flamenca y británica se hallan representadas por: Quentin Metsys, Rembrandt (Cristo en Emaús, Retrato de Amalia van Solms, Retrato del doctor Arnold Tholinx), Antoon van Dyck (Retrato de un juez, El Tiempo corta las alas a Cupido), Frans Hals, Jacob van Ruisdael, Thomas Lawrence, Joshua Reynolds y Thomas Gainsborough.
La escuela francesa brilla con Jean-Honoré Fragonard, Jean-Marc Nattier (La marquesa de Antin), Jean-Baptiste Pater, François Boucher, Vigée-Lebrun, Maurice Quentin de La Tour, Chardin, Jean-Baptiste Greuze, Hubert Robert y Jacques-Louis David.